# Strusshamn
Strusshamn est un village de Norvège dans le comté de Vestland.